# 순림보
순림보(荀林父, ?－기원전 593년)는 춘추 시대 진나라의 정치가며, 6경(卿)의 일원으로 관위는 중군원수에 이르렀다. 필 전투에서 대장을 맡아 져, 진나라가 쥐고 있던 패권을 초 장왕에게 헌납했다. 중항(中行: 진나라의 군대 편제의 한 단위)의 대장을 맡은 고로 중항(中行)을 씨로 삼아, 진나라의 6경 중 중항씨의 시조가 되었다. 시호는 환(桓)으로, 순환자(荀桓子), 중항환자(中行桓子)라고도 한다. 순서오(荀逝敖)의 아들이며, 순경의 아버지다.

## 사적

### 문공 시절
진 문공 3년(기원전 633년), 초나라가 송나라를 포위하자, 송나라의 포위를 풀고자 출진하는 진 문공의 어융(御戎)으로 종군했다. 진 문공 4년(기원전 632년), 문공이 융족을 막기 위해 새로이 3항(行)이라는 세 지군을 편성하여, 순림보가 중항을, 도격(屠擊)이 우항(右行)을, 선멸(先蔑)이 좌항(左行)을 맡았다.

### 영호 전투
진 양공이 재위 7년 만에 죽자(기원전 621년), 진나라 안에서는 세자 이고가 너무 어려 누구를 새로운 진후로 모실지를 두고 토론이 벌어졌는데, 결국 나이 많은 진 문공의 아들 공자 옹(雍)을 세우기로 하고 선멸을 보내 공자 옹이 벼슬하고 있는 진나라에 공자 옹을 호송하기를 부탁했다. 진나라는 이를 승낙하여 이듬해(기원전 620년) 공자 옹을 진나라로 보냈다. 그러나 진 양공의 부인 목영이 세자 이고를 안고 울며 중신들에게 계속 호소하자, 집정자 조돈(趙盾)은 목영을 두려워하여 결국 선멸을 배신하고 세자 이고를 진후로 모셨다. 이가 영공이다. 그리고 조돈은 병사로 공자 옹을 저지하여, 스스로 중군을 맡고, 순림보에게는 상군을 보좌하게 했다. 조돈은 공자 옹을 호송하는 진나라 군사를 영호 땅에서 쳐 달아나게 했으며, 공자 옹은 난전 중에 죽었다. 선멸과 사회는 사명을 완수하지 못하였으므로 차마 진나라로 돌아가지 못하고 그대로 진나라로 달아났다. 순림보는 선멸을 말렸으나 듣지 않았다. 이후 순림보는 선멸이 쓰던 집기들과 재물, 그리고 선멸의 처자를 모두 진나라로 보내면서, “내 동료였기 때문”이라고 말했다.

### 영공 · 성공 시절
진 영공 5년(기원전 615년), 진(秦)나라가 영호 싸움에서 진 까닭에 진나라로 쳐들어와 기마 땅을 빼앗자, 중군 원수 조돈을 보좌하여 종군했다.
진 영공 10년(기원전 610년), 송나라에서 임금 소공을 시해하고 문공을 세우자, 위나라의 공달(孔達), 진나라의 공손녕(公孫寧), 정나라의 석초(石楚)와 함께 임금을 시해한 죄를 성토하여 쳐들어갔으나, 오히려 송 문공을 공인했다.
진 성공 2년(기원전 604년), 초나라에서 정나라를 치고 진(陳)나라와 화평을 맺자, 정나라를 구원하고 진나라를 쳤다.
진 성공 6년(기원전 600년), 진나라 주도로 회맹을 맺었는데 진(陳)나라가 오지 않았으므로, 제후들을 이끌고 진나라를 쳤다. 그러나 진 성공이 죽었으므로 돌아갔다.

### 필 전투의 패장
진 경공 3년(기원전 597년), 중군 원수가 되어 초나라의 공격을 받은 정나라를 구원하러 출진했다. 그러나 황하에 이르렀을 때 이미 정나라가 초나라에 항복했다. 고로 회군하려 했고, 상군 원수 사회(士會)도 찬성했으나, 중군 보좌 선곡(先縠)이 반대하고 제멋대로 중군을 이끌고 황하를 건너버렸으므로 어쩔 수 없이 초나라와 싸우기로 결정하고 전군을 도하시켜 필 땅에 주둔했다. 초나라 군대를 이끄는 초 장왕도 진나라와 결전을 벌일 마음이 없었으나, 오삼(伍參)이 주장하기를 순림보는 새로 집정이 되어 명령이 아직 잘 행해지지 않고, 그 보좌 선곡은 강팍하고 어질지 못하여 명령을 듣지 않으며, 다른 세 장수도 각기 제멋대로이니 싸우면 이길 수 있다고 하여 마침내 초나라 군사도 싸우기로 결정했다. 진나라의 위기(魏錡)와 조전(趙旃)은 원하는 관직에 오르지 못하는 것을 원망하여 진나라 군사가 이번에 실패하기를 바라고, 제멋대로 초나라 진영에 가서 싸움을 걸었다. 초나라 영윤 손숙오는 진나라에서 싸움을 거는 것을 보고, 아직 중군이 정비되기 전에 진나라 군사를 먼저 치기를 주장했다. 초 장왕은 이를 받아들여, 나아가 진나라의 중군을 쳤다. 순림보는 어찌할 바를 알지 못하고, 다만 “강을 먼저 건너는 자에게는 상을 주겠다.”라고 외쳤다. 이미 패주하는 중군과 하군은 황하에서 앞다투어 배에 올랐으며, 먼저 배에 탄 자는 나중에 타려고 배를 잡고 올라오는 병사들의 손가락을 찍어 배 아래로 떨어트렸다. 진나라 군사는 상군만 멀쩡하고 나머지가 전부 무너저 내려, 초나라 군사에 대패했다(필 싸움). 이 싸움으로 진나라는 패권을 잃고, 초 장왕은 춘추 시대의 다섯 패자 중 하나로 손꼽히게 되었다.
순림보는 돌아와서 죽음을 청했고, 경공도 이를 허락하려 했다. 그러나 사악탁(士握濁)이 옛날 성복 싸움에서 초 성왕이 패장 성득신을 죽인 것을 진 문공이 기뻐한 고사를 들어 경공을 설득했으므로, 순림보는 죽음을 면할 수 있었다. 《사기》에서는 사회가 간하여 순림보를 살렸다고 한다.

### 적적 평정
진 경공 6년(기원전 594년), 적적(赤狄)을 곡량에서 무찌르고 노(潞)나라를 멸했다. 경공은 순림보의 공을 기려 적적의 신하 1천 가를 주었으며, 또 사악탁에게도 상을 주었다.

## 친족 관계
- 순서오 (아버지)
  - 순림보
    - 순경 (아들)
      - 순언 (손자)
        - 순오 (증손자)
          - 순인 (고손자)

  - 순수 (형제)
  - 순환 (형제)